# Погост (Могилёвская область)
Погост (бел. Пагост) — деревня в составе Калатичского сельсовета Глусского района Могилёвской области Республики Беларусь.

## Население
- 1999 год — 114 человек
- 2009 год — 51 человек